# Feuguerolles
Feuguerolles ist eine französische Gemeinde mit 169 Einwohnern (Stand: 1. Januar 2022) im Département Eure in der Region Normandie (vor 2016 Haute-Normandie). Die Gemeinde gehört zum Arrondissement Bernay (bis 2017: Arrondissement Évreux) und zum Kanton Le Neubourg. Die Einwohner werden Feuguerollais genannt.

## Geografie
Feuguerolles liegt in Nordfrankreich etwa 20 Kilometer nordnordwestlich von Évreux. Umgeben wird Feuguerolles von den Nachbargemeinden Saint-Aubin-d’Écrosville im Norden und Nordwesten, Villettes im Norden, Canappeville im Osten und Nordosten, Bérengeville-la-Campagne im Süden und Südosten, Quittebeuf im Süden und Südwesten sowie Écauville im Westen.

## Bevölkerungsentwicklung
| Jahr                      | 1793 | 1851 | 1886 | 1921 | 1962 | 1968 | 1975 | 1982 | 1990 | 1999 | 2006 | 2013 |
| Einwohner                 | 324  | 296  | 187  | 92   | 119  | 109  | 106  | 109  | 146  | 152  | 178  | 180  |
| Quelle: Cassini und INSEE |      |      |      |      |      |      |      |      |      |      |      |      |

## Sehenswürdigkeiten
- Kirche Saint-Amand